# Agrilus rosei
Agrilus rosei é uma espécie de inseto do género Agrilus, família Buprestidae, ordem Coleoptera.
Foi descrita cientificamente por Niehuis & Bernhard, 2005.